# Nokia C22
Nokia C22 — смартфон початкового рівня, розроблений компанією HMD Global під брендом Nokia. Був представлений 25 лютого 2023 року на MWC 2023 разом з телефонами Nokia C32 і Nokia G22.

## Дизайн
Екран виконаний зі скла. Корпус виконаний з пластику з хвилястою фактурою.
Ззовні Nokia C22 схожий на більшість смартфонів Nokia 2022 року. Пристрій отримав захист від бризок та пилу по стандарту IP52.
Знизу знаходяться роз'єм USB-C, динамік та мікрофон. Зверху розташований 3.5 мм аудіороз'єм. З лівого боку розташований залежно від моделі слот для залежно від версії під 1 SIM-картку і карту пам'яті до 256 ГБ або під 2 SIM-картки і карту пам'яті. З правого боку розміщені кнопки регулювання гучності та кнопка блокування. Ззаду розташовані логотип Nokia, сканер відбитків пальці та блок подвійної камери з LED спалахом.
Nokia C22 продавався в кольорах графіт (сірий) та пісочному (хакі).

## Технічні характеристики

### Платформа
Смартфони, як і попередники, отримали процесор Unisoc SC9863A та графічний процесор IMG8322.

### Батарея
Батарея отримала об'єм 5000 мА·год.

### Камера
Смартфон отримав основну подвійну камеру 13 Мп (ширококутний) з автофокусом + 2 Мп, f/2.4 (макро) зі здатністю запису відео в роздільній здатності 1080p@30fps. Фронтальна камера отримала роздільність 8 Мп та можливість запису відео роздільній здатності 720p@30fps.

### Екран
Екран IPS LCD, 6,5", HD+ (1600 × 720) зі співвідношенням сторін 20:9, щільністю пікселів 270 ppi та краплеподібним вирізом під фронтальну камеру.

### Пам'ять
Пристрій продавався в комплектаціях 2/64, 3/64 та 4/128 ГБ. В Україні офіційно була доступна тільки конфігурація 3/64 ГБ. Також об'єм сховища можна розшририти картою пам'яті формату microSD до 256 ГБ.

### Програмне забезпечення
Смартфони були випущені на Android 13 (Go Edition).